# Plagodis ruforaria
Plagodis ruforaria là một loài bướm đêm trong họ Geometridae.